# Čuvari parka
Čuvari parka su slavonskobrodski pop rock sastav osnovan u proljeće 1980. godine. U svojoj glazbenoj karijeri objavili su jedan singl, šest studijskih i jedan kompilacijski album s najboljim hitovima.
Nastupili su na brojnim festivalima i televizijskim emisijama, a također su svirali s mnogim poznatim glazbenicima od kojih su neki Nano Prša, Srebrna krila, Ivo Fabijan, Miro Ungar i mnogi drugi.

## Povijest sastava

### Osnivanje i početci
Čuvari parka osnovani su u ožujku 1979 godine. Prvu postavu sastava činili su Željko Grgurević gitara, Zdravko Grgurević vokal, Josip Čermak bas-gitara, Željko Dmitrus klavijature i Božo Mrvelj bubnjevi. Ubrzo nakon osnivanja te iste godine iz sastava zbog odsluženja vojnoga roka odlazi Josip Čermak, a na njegovo mjesto dolazi Dragutin Ljubičić koji je već ranije s Željkom i Zdravkom Grgurević, Ivanom Sertićem i Draženom Kvesićem svirao u sastavu Rock Albatros. U ljeto na mjesto klavijaturiste dolazi Neno Ribić, a Zdravko Grgurević izvodi samo vokale. U tom sastavu Čuvari parka sviraju do kraj 1980. godine, kada u sastav kao bubnjar dolazi Matija Vučković Cale, a zajedno s Ribićem i Dragutinom Ljubičićem napušta sastav krajem 1981. godine. Nakon što se Čermak vratio iz JNA na mjesto bubnjara dolazi Zlatko Ljubičić, te zajedno s braćom Grgurević nastupaju u toj četveročlanoj postavi.
Tijekom '82.-'83. godine u sastavu sviraju Miljenko Bošnjak na mjestu bubnjara i Bego Šehrić kao vokal. Zdravko Grgurević je u to vrijeme bio u vojsci, dok je Zlatko Ljubičić otišao iz sastava. U jesen 1983. godine nanovo se okupljaju u postavi Željko i Zdravko Grgurević, Zlatko Ljubičić i Josip Čermak.
Od svoga osnutka Čuvari parka svirali su s brojnim poznatim izvođačima i sastavima s područja bivše Jugoslavije, a neki od njih su Nano Prša, Prva ljubav, Srebrna krila, Ivo Fabijan, Džo Maračić – Maki, Miro Ungar, Toni Janković i mnogi drugi.
Prvi album snimaju 1983. godine. Materijal snimaju u prostorijama Jadran filma, Željko i Zdravko Grgurević ostvaruju suradnju s Vedranom Božićem i Miljenkom Gassom kao ton majstorom. Dvije godine nakon toga, Jugoton objavljuje singl na kojemu su se našle pjesme "Dijete ulice" i "Ženske ruke". Pjesme su se duže vrijeme puštale po radio postajama širom bivše Jugoslavije, Sarajevu, Beogradu i Zagrebu, a album s kompletnim materijalom izlazi tek 1996., godine pod nazivom Jesmo li za piće u izdanju Mariotona, sadašnjeg Song Zelexa.

### 1990-te
Željko Grgurević se 1993., godine zapošljava u CroatiaTonu u Zagrebu, a u sastav nanovo dolazi Božo Mrvelj te njegov brat Mato Mrvelj kao basist. Njih trojica zajedno s Zdravkom Grgurevićem snimaju njihov prvi studijski album pod nazivom Reci mala il' hoćeš il' nećeš. Album 1994. godine objavljuje izdavačka kuća CroatiaTon, a snima ton majstor i snimatelj dobitnik Porina Dragutin Smokrović. Pjesma "Sanjao sam Brod na Savi" objavljena je nekoliko godina ranije od strane Eurotona i bila je veliki hit za vrijeme Domovinskog rata, a Božo Mrvelj organizirao je i snimanje spota.
U Zagrebu na Šalati nastupaju na velikom rock koncertu pred više od 4000., ljudi, a također se pojavljuju u popularnoj TV emisiji Jel' me netko tražio na HRT-u. Godine 1995. snimaju spotove za pjesme "Reci mala il hoćeš il nećeš", "Ako Bog da" i "Sinoć kad je pao mrak".
Godine 1998. u sastavu dolazi do promjena. Josip Čermak zbog poslovnih obveza mora otići, a na njegovo mjesto dolazi Josip Eraković dok se u sastav vratio Zlatko Ljubičić. Braća Željko i Zdravko Grgurević snimaju novi album Golubice Bijela koji je trebao biti objavljen od strane Croatia Recordsa, ali zbog nesređenih vlasničkih odnosa nije došlo do dogovora. Album objavljuje izdavačka kuća Kondorcomm. Sljedeće godine Čuvari parka nastupaju na 3. radijskom festivalu u Vodicama, a vodi ju i zastupa menadžer Zoran Škugor. Iste godine sastav napušta Josip Eraković, a umjesto njega dolazi klavijaturist Ivica Štimac.

### 2000-te
Godine 2002. na inicijativu Zorana Škrgura, braća Grgurević uz pomoć Zlatka Ljubičića snimaju album Dojdi didi. Ton majstor i suradnik na albumu bio je Željko Bošković. Na HRT-u se prikazuje emisija Od samice do fenderice koja govori o Čuvarima parka i njihovoj glazbi.
Nastupaju na tradicionalnom Brodfestu, a kao gost na bas-gitari s njima svira poznati brodski glazbenik i radijski urednik Mario Jurković, dok na Novogradiškom ljetu nastupaju više puta. Sastav dalje nastavlja nastupati kao duo, a čine ga braća Grgurević, koja 2003. godine objavljuju album Kad sam bio mali imao sam dudu. Snimaju spot za naslovnu pjesmu zajedno sa Zlatkom Ljubičićem, a 2004. godine izdaju kompilacijski album The best of na kojemu se nalaze četiri nove pjesme. Čuvari parka djeluju još i danas te nastupaju na svim većim događanjima u gradu i njegovoj okolici.

## Diskografija

### Studijski albumi
- 1994. - Reci mala il' hoćeš il' nećeš (Croatiaton)
- 1996. - Jesmo li za piće (Marioton)
- 1998. - Golubice Bijela (Kondorcomm)
- 2000. - Dojdi didi (Kondorcomm)
- 2003. - Kad sam bio mali imao sam dudu (Kondorcomm)

### Singlovi
- 1985. - "Dijete ulice" / "Ženske ruke" (Jugoton)

### Kompilacije
- 2004. - The best of (Kondorcomm)

### Najpoznatije pjesme
"Dijete ulice", "U mom selu kraj stanice", "Sanjao sam Brod na Savi", "Reci mala il hoćeš il nećeš", "Golubice bijela", "Ajde seko", "Bećar baja", "Kad sam bio mali imao sam dudu", "Neka gori grad", "Dojdi didi", "Preko kapele", "Ej kad zapjevam lagani bećarac (bećarski mix br.1)", "I kad umrem pjevat će Slavonija (bećarski mix br.2)", "Alaj mi je pa mi je (bećarski mix br.3)", "Samo pjevaj, samo se veseli (bećarski mix br.4)" i druge.

## Vanjske poveznice
- Čuvari parka - blog  Arhivirana inačica izvorne stranice od 26. listopada 2009. (Wayback Machine)